# Discomyza cederholmi
Discomyza cederholmi är en tvåvingeart som beskrevs av Canzoneri och Rampini 1996. Discomyza cederholmi ingår i släktet Discomyza och familjen vattenflugor.
Artens utbredningsområde är Sierra Leone. Inga underarter finns listade i Catalogue of Life.